# فيكتور آدم
فيكتور آدم (بالفرنسية: Victor Adam)‏ هو رسام فرنسي، ولد في 28 يناير 1801 في باريس في فرنسا، وتوفي في 30 ديسمبر 1866 في فيرفلاي ‏ في فرنسا.